# Frustule

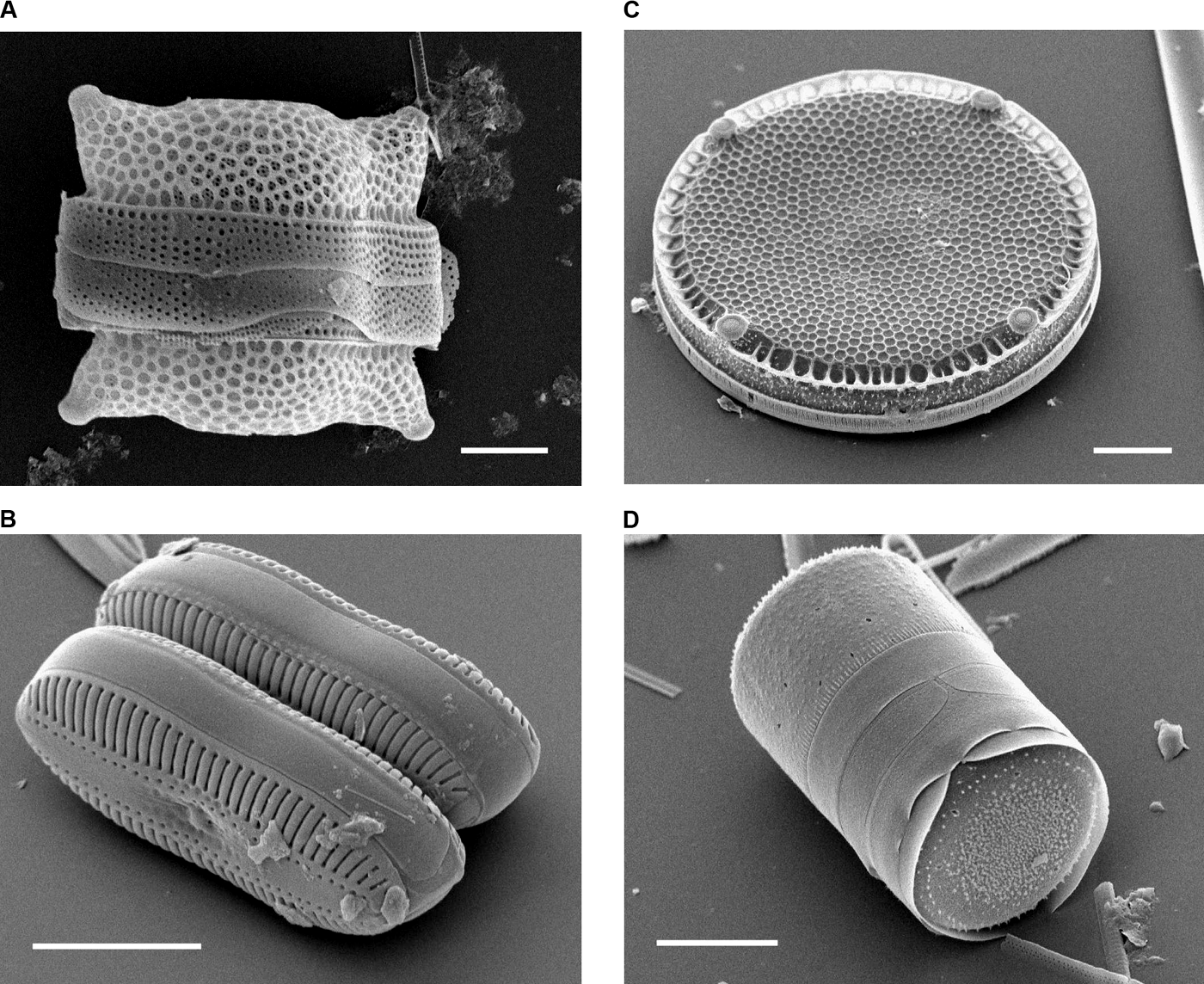
Frustules de plusieurs espèces d'algues.

Le frustule est une coque  entourant certaines diatomées (Bacillariophyta), algues unicellulaires microscopiques. Cette coque est faite d'un matériau composé de silice et d'une faible quantité de couches de molécules organiques associées. La silice présente dans les parois est sous forme non cristalline, amorphe, hydratée : {\displaystyle Si(OH)_{4}}
Les frustules ont des structures géométriques, formées en général de deux valves de nature hautement siliceuse emboîtées.
Les roches issues de la sédimentation des frustules sont les diatomites.
Les frustules sont recouverts d'une couche mucilagineuse (stable, épaisse, non adhésive, douce et compressible, ce qui suppose un degré élevé de réticulation), hormis dans la région de la fissure du raphé (pour les diatomées qui en possède un), où le mucilage est absent.

## Fonction des frustules
Les frustules ont un rôle de protection et de soutien (paroi) pour la cellule. 
Une étude australienne parue en 2001 pose et défend l'hypothèse que la microtopographie des microstructures composant les motifs des frustules permet aussi aux cellules de diatomées de contrôler hydrodynamiquement le mouvement brownien des particules sub-micrométriques qui entrent et sortent de la cellule par diffusion ou advection. Les expériences faites dans le cadre de cette étude laissent à penser que les frustules des diatomées sont impliqués dans le tri et la présentation des particules présentes dans l'eau, certaines étant expulsées et d'autres étant conduites jusqu'aux membranes de la cellule et vers ses récepteurs. Cette fonction a des implications importantes pour l'alimentation de la cellule et l'encrassement éventuel de ce filtre par des colloïdes et des particules, par exemple dans une eau turbide dont les particules seraient beaucoup plus fines que le diamètre des aréoles. Les variations morphologiques observées dans ces microstructures (selon l’espèce) pourraient peut être correspondre à des adaptations à différentes niches écologiques (effets hydrodynamiques différentes sur la diffusion et l'advection de particules browniennes).

## Description

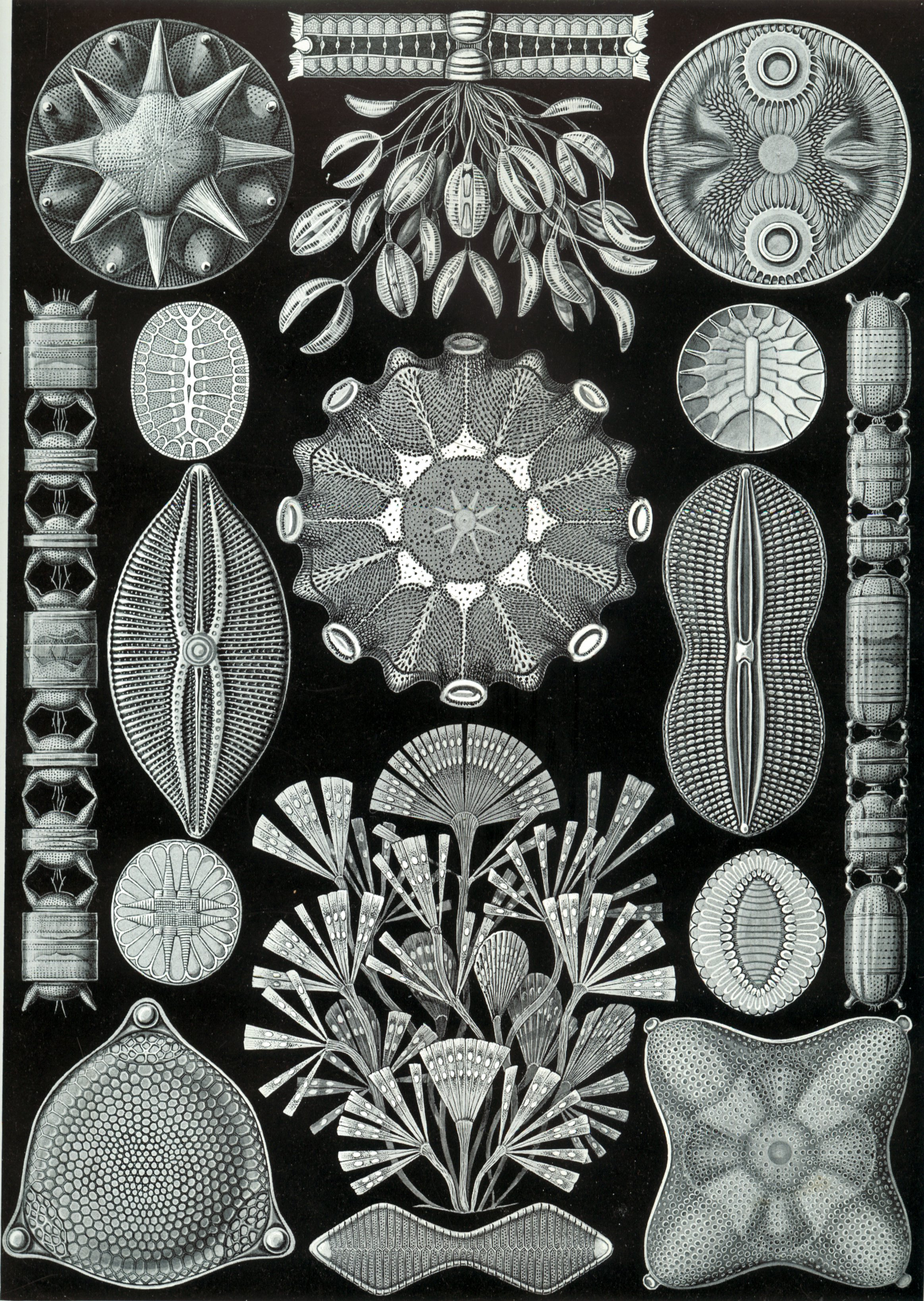
Différentes sortes de diatomées dessinées par Ernst Haeckel dans les Formes artistiques de la nature illustrant la grande variété de formes de frustules.

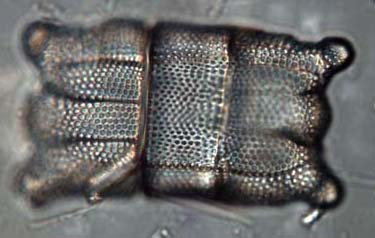
Biddulphia pulchella (S. F. Gray, 1821). Diatomée des eaux chaudes à tempérées, présente en Méditerranée.

Le frustule se compose de deux parties ou « thèques » s'emboîtant l'une dans l'autre, à la manière d'une boîte. 
Chaque thèque est elle-même composée de deux éléments :
1. une valve, qui est plus ou moins bombée (rarement plate), et correspond à la face du « couvercle » ou du « fond » de la « boîte »
à la périphérie de la valve peut se situer une zone oblique ou verticale, le manteau, qui fait la liaison avec le second élément.
2. le cingulum ; c'est une paroi verticale entourant la valve ; il peut être formé d'une simple bande siliceuse ou comporter plusieurs bandes ou segments cingulaires.

Épithèque, épivalve ouépicingulum  désignent la partie du frustule correspondant au « couvercle »  alors que hypothèque ou hypovalve  ou  hypocingulum désignent le « fond ».

## Le volume interne du frustule
Il est occupé par la cellule elle-même. 
Il peut être partiellement subdivisé par des cloisons, perforées ou incomplètes, portées par les valves ou par les bandes cingulaires.

## Le raphé
Les diatomées dites pennales tiennent leur nom du fait que les ornements de leurs valves sont souvent disposés à la manière des dents d'un peigne alors qu'ils sont souvent radiaux chez les diatomées centrales ; chez de nombreuses diatomées pennales, une fente, de longueur variable, parcourant les deux valves ou une seule, souvent en leur milieu, est appelée raphé. Ce raphé, est un canal de communication avec l'extérieur et sert à une forme de « locomotion », par excrétion de mucilage.
Le raphé est interrompu en son milieu par un épaississement siliceux (dit « nodule central »). Et il possède un « nodule terminal » à chaque extrémité.
Si le raphé est en position médiane, il est situé dans une zone sans ornementations (« l'aire longitudinale »). 
Le nodule central est, lui, localisé dans l'aire centrale. 
Les diatomées dites « monoraphidées » sont celles qui sont dépourvues de raphé sur la valve supérieure et qui présentent une ornementation différente sur les deux valves. 
Les diatomées centrales (ou « centriques ») et certaines diatomées « pennales » sont dites « araphidées » car elles ne possèdent aucun raphé.
C'est notamment dans les familles des Surirellaceae et des Nitzschiaceae que l'évolution du raphé a abouti à la création d'une structure en forme de tuyau, le canal-raphé. À l'opposé du côté où s'ouvre le raphé, la paroi du tube est percée d'orifices débouchant à l'intérieur du frustule (pores internes) et séparés par des piliers siliceux, les fibules. Souvent, le canal-raphé est situé au faîte d'une carène valvaire plus ou moins développée.
La paroi des valves est constituée d'une seule couche siliceuse ou de deux couches superposées entre lesquelles se trouvent des espaces 
délimités par des cloisons transversales.

## Ornementations
Composées de stries, côtes, perles ou pores formant des dentelles, ces ornements recouvrent tout ou partie des thèques (les bandes cingulaires sont souvent dépourvues d'ornements) ; leur finesse, leur caractère complexe et esthétique a fasciné plusieurs générations de diatomistes.
Ces « ornements » correspondent en fait à des regroupements formant des motifs réguliers de fines perforations ou aréoles d'un diamètre de l'ordre du micromètre. 
Ces perforations ont souvent une extrémité (du côté soit externe soit interne de la paroi valvaire), partiellement obturé par une fine dentelle siliceuse qualifiée de crible. Ces orifices servent aux échanges entre la cellule et le milieu extérieur. 
Chez certaines diatomées, il existe des pores très fins (porelles) regroupés dans des structures limitées par un anneau marginal épaissi, les ocelles. Les diatomées pennales peuvent posséder des pores de plus gros diamètre à l'extrémité des valves permettant l'écoulement de substances mucilagineuses sécrétées par la cellule.
À la surface des valves se trouvent de petites structures silicifiées tubulaires : les « processus » (quatre ou cinq types en ont été répertoriés) ; c'est à leur niveau que certaines espèces extrudent des filaments de chitine.

## Aspects génétiques
Les ornementations sont propres à chaque espèce. Elles sont donc gouvernées par les gènes. 

## Recherche
L'étude des frustules est d'abord liée à la taxonomie des diatomées, mais le métabolisme de la silice et la biosynthèse (sous contrôle de protéines, elles-mêmes sous contrôle des gènes) de ces microstructures siliceuses complexes et solides, ainsi que les auxospores intéressent beaucoup la biomimétique et les tenants des nanotechnologies et de la nanoingénierie .
Les diatomées sont utilisées comme espèces bioindicatrices des temps présents ou passés (paléoétudes à partir de frustules fossilisés ou préservées dans les sédiments, glaciaires par exemple). 
Des chercheurs étudient aussi l'impact de certains polluants ou de certaines molécules sur la formation des frustules.
Le fer et le zinc étant deux oligoéléments marins connus comme facteur limitant pour les diatomées et d'autres espèces du phytoplancton, l'intégration du fer et du zinc dans le frustule ont été étudiés. Inversement, le fer sous forme d'Oxyhydroxyde de fer(III), peut conduire à la dissolution de la silice des frustules de diatomées (dans des situations particulières pouvant être trouvées dans certains sédiments riches en aluminosilicates et soumis à de fréquentes transitions redox ).